# Aegean Airlines
.
Aegean Airlines er et flyselskab fra Grækenland, med hovedsæde i Kifisia ved Athen.
Selskabet blev etableret i 1987 som Aegean Aviation.
Aegean er det største selskab med base i landet målt på antallet af fly, passagerer og ruter.
I juni 2010 blev selskabet medlem af Star Alliance.

## Flyflåde
Aegean Airlines flyflåde består pr. oktober 2021 af:
| Flytype - Motor fabrikant/type | I drift | Ordrer | Passagerer | Passagerer | Passagerer | Noter |
| Flytype - Motor fabrikant/type | I drift | Ordrer | C          | Y          | Total      | Noter |
| ------------------------------ | ------- | ------ | ---------- | ---------- | ---------- | ----- |
| Airbus A319-132 (IAEV2524-A5)  | 1       | —      | 12         | 132        | 144        |       |
| Airbus A320-232 (IAEV2527-A5)  | 35      | —      | 12         | 162        | 174        |       |
| Airbus A320neo                 | 5       | 31     | 12         | 154        | 166        |       |
| Airbus A321-231 (IAEV2533-A5)  | 10      | —      | 12         | 189        | 201        |       |
| Airbus A321neo                 | 4       | 6      | 12         | 208        | 220        |       |
| Total                          | 51      | 41     |            |            |            |       |

## Codeshare agreements
Aegean Airlines har codeshare agreements med følgende flyselskaber:
- Air Canada
- Air Serbia
- airBaltic
- Brussels Airlines
- Bulgaria Air
- EgyptAir
- Ethiopian Airlines
- Etihad Airways
- Gulf Air[2][3]
- Hainan Airlines[4]
- LOT Polish Airlines
- Lufthansa
- Olympic Air
- S7 Airlines
- Scandinavian Airlines
- Singapore Airlines
- Swiss International Air Lines
- TAP Air Portugal
- TAROM
- Turkish Airlines